# Centrolene antioquiense
La rana di vetro gigante dell'Antioquia (Centrolene antioquiense Noble, 1920) è un anfibio anuro appartenente alla famiglia Centrolenidae endemico della Cordillera Central della Colombia. Abita nella vegetazione che cresce lungo i corsi d'acqua nelle foreste sub-andine, l'inquinamento delle acque e la deforestazione sono le principali minacce per questa specie.